# Дейссел, Лодевейк ван
Лодевейк ван Дейссел (настоящее имя и фамилия — Карел Йоан Лодевейк Албердингк Тейм) (нидерл. Lodewijk van Deyssel; 22 сентября 1864, Амстердам—26 января 1952, там же) — нидерландский писатель и литературный критик. Крупнейший представитель натуралистического романа в Нидерландах.

## Биография
Сын писателя Йозефа Албердингк Тейма. Обучался в католической школе-интернате. Получил классическое образование. Некоторое время работал в книжной торговле.
Рано начал печататься. Его первая публикация появилась в литературном журнале отца «Dietsche Warande» в 1881 году, после 1887 — помещал статьи, главным образом, в журнале «De Nieuwe Gids».
В 1894 он ушёл из редакции «Nieuwe Gids» и вместе с А. Вервей основал «Двухмесячный журнал» (Tweemaandelijksch Tijdschrift). В начале XX века Дейссел вновь присоединился к группе «Nieuwe Gids», а с 1909 состоял редактором этого журнала.

## Творчество
Имя Дейссела связано с «революционными» тенденциями в голландской литературе, так называемым «движением 1880-х годов».
Первое значительное произведение Дейссела — «Новая Голландия» («Nieuwe Holland» (1884)) — послужило программой «движения 1880-х годов». В ней он развенчал мещанскую литературу старого поколения, рельефно выражая самосознание радикально настороенной мелкой буржуазии Голландии. Сторонник возрождении классицизма в голландской литературе, обеспечивающего ей первенствующее место в мировой литературе. Следующее произведение прозаика — «Over Literatuur» — также носит критический характер, и лишь в романе «Любовь» («Een Liefde» (1889)), написанном в духе Золя, голландский натурализм получил своё наиболее значительное выражение.
Роман 1893 года «J.A. Alberdingk Thijm», шокировавший читателей своим откровенным натурализмом, со временем стал одним из классических образцов голландской литературы. В 1996 году роман выдержал 14-е издание.
Книга «Любовь» (Een Liefde, 1889) отражает отличительные черты этого направления в литературе Голландии: центральный образ — женщина в узком, домашнем кругу; роман развертывается на описании мелких деталей из жизни мещанской семьи, отношений между мужем и женой, родителями и детьми. Сила произведения — в мастерском реалистическом описании обстановки и в воинствующей критике, которой подвергается старая мораль.
В следующем романе — «Маленькая республика» («De kleine Republick» (1889) — и в целом ряде натуралистических рассказов («De Konig der eeuwen», «In de Zwemschool» (1891), «Jeugd» (1892), «Sneeun» и других) наметился частичный отход Дейссела от натурализма.
Он приблизился к импрессионизму братьев Гонкур, а вскоре и к мистицизму Метерлинка и символизму Ж. Гюисманса («Van Zola tot Maeterlinck. Tot een Levenjleer» (1895), «Adriaantjes» (1904) и др.). Стал известен своей резкой и ироничной критикой.
Одно из самых выдающихся произведений более позднего периода творчества писателя, эстета-индивидуалиста роман «Frank Rozelaar» (1911). В этом же духе написаны другие произведения этого периода: «Werk der laatste Jaren» («Произведения последних лет» (1922)), «Kleinigheiden» («Мелочи» (1926)) и др.

## Избранная библиография
- 1886 — Over literatuur
- 1887 — Een liefde
- 1889 — De kleine republiek
- 1891 — De dood van het naturalisme
- 1891 — De zwemschool
- 1891 — Menschen en bergen
- 1891 — Multatuli
- 1893 — J.A. Alberdingk Thijm
- 1894 — Blank en geel
- 1895 — Prozastukken
- 1895 — Van Zola tot Maeterlinck
- 1896 — Caesar
- 1904 — Kindleven
- 1908 — Verbeeldingen
- 1911 — Het leven van Frank Rozelaar
- 1923 — Werk der laatste jaren
- 1924 — Gedenkschriften
- 1929 — Nieuwe kritieken
- 1950 — Aantekeningen bij lectuur